# Metrica barbara
La metrica barbara consiste nell'insieme degli schemi che sono stati predisposti nel tentativo di imitare la metrica classica servendosi di lingue che, di norma, hanno una metrica di tipo accentuativo (per esempio, lingue romanze o germaniche)

## Aspetti generali

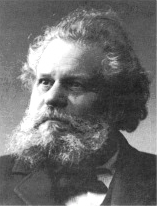
Giosuè Carducci, il maggiore esponente della metrica barbara

La metrica di tipo accentuativo, come quella utilizzata di norma nella tradizione poetica italiana (si veda alla voce metrica italiana), è fondata sul principio del ritmo, cioè su schemi obbligati e versi definiti in base al numero di sillabe. Al contrario, la metrica classica, di tipo quantitativo, era fondata sull'alternanza di sillabe brevi e lunghe.
L'espressione "metrica barbara" fu resa popolare da Giosuè Carducci il quale chiamò "barbare" le proprie Odi, «perché tali sembrerebbero al giudizio dei greci e dei romani, se bene volute comporre nelle forme metriche della loro lirica». In questa denominazione Carducci era stato preceduto da altri, come Leconte de Lisle, che diede il titolo di Poésies barbares a una sua raccolta del 1862, da Giovanni Fantoni, le cui poesie composte a imitazione della metrica classica erano state definite "barbare" da Ugo Foscolo, e da Tommaso Campanella nella poesia Musa latina.

## Precursori
Esperimenti di metrica barbara furono tentati molto prima di Carducci, soprattutto nel periodo dell'Umanesimo, quando gli intellettuali e i poeti riscoprirono la poesia classica e iniziarono a studiarne la metrica. 
I poeti del "Certame coronario" (un concorso organizzato da Leon Battista Alberti a Firenze nel 1441), per esempio, tentarono di scrivere esametri in lingua italiana, alternando vocali considerate brevi o lunghe in base ad un complesso sistema di regole. Queste regole vennero in seguito codificate da Claudio Tolomei nella prima metà del secolo XVI nell'opera Versi et regole de la nuoua poesia toscana. Nella commedia Flora, per esempio, Luigi Alamanni cercò di riprodurre in italiano il senario giambico, il metro delle commedie in lingua latina di Terenzio, ideando un verso di sedici sillabe con l'accentuazione finale sdrucciola. 
Abbiamo poi tentativi di Gabriello Chiabrera, Giovanni Fantoni, Paolo Rolli, Tommaso Campanella. Analoghi esperimenti si ebbero anche in Francia, Spagna, Inghilterra e Germania. Tuttavia, come concluse Gianfranco Contini, i tentativi di riproduzione della metrica greco-romana nel XIV e nel XV secolo sarebbero stati citati come semplice curiosità erudita se non fossero stati interpretati dal Carducci come precorrimento della propria metrica barbara.
In Germania si evitò di ricercare la prosodia classica, tentando invece di riprodurre il ritmo dei metri classici che fa corrispondere sillabe toniche alle arsi e sillabe atone alle tesi. 

## Carducci
Carducci non tentò di trasferire dal latino all'italiano il sistema delle vocali lunghe e brevi; decise di imitare i principali versi latini dal punto di vista ritmico e accentuativo. Per riprodurre l'esametro, ad esempio, accoppiò un settenario e un novenario, o un senario e un novenario; per riprodurre l'adonio usò il quinario e così via: ad ogni verso "classico" fece corrispondere un verso (o due affiancati) della tradizione metrica italiana.
Il metro barbaro più fortunato fu la strofe saffica, usata da Catullo e Orazio, basata sulla successione di tre endecasillabi saffici e un adonio; la trasposizione italiana si compone di tre endecasillabi (in Carducci non rimati) e un quinario (corrispondente, come già detto, all'adonio latino).
Ecco un esempio:
(G. Carducci, Dinanzi alle terme di Caracalla, vv. 1-4)

## Dopo Carducci
Dopo Carducci, altri poeti utilizzarono metri barbari, come Enrico Thovez, Giovanni Pascoli, che la chiamò "poesia neoclassica", o Gabriele D'Annunzio, che nel 1882, all'età di appena 19 anni, utilizzò la metrica barbara nella sua raccolta lirica Canto novo.
La fortuna della metrica barbara carducciana fu però limitata: si trattò perlopiù di esperimenti metrici, che non riuscirono a sopravvivere alla vittoria del verso libero.